# ناتوان (ترانه)
ناتوان (بهانگلیسی: Powerless) نام یک ترانه از گروه راک آمریکایی لینکین پارک است. ترانه توسط لینکین پارک سراییده شده‌است و مایک شینودا و ریک روبین آن را تهیه کرده‌اند. این ترانه علاوه بر روش‌های معمول، از طریق وبسایت لینکین پارک نیز به‌صورت جهانی پخش شد. این ترانه یکی از ترانه‌های زیبای آلبوم چیزهای زنده است.

## جدول‌ها
| جدول ۲۰۱۲                         | جایگاه |
| --------------------------------- | ------ |
| UK Rock - Official Charts Company | ۴۰     |

## پخش
| منطقه | تاریخ         | قالب/فرمت | برچسب                |
| ----- | ------------- | --------- | -------------------- |
| ژاپن  | ۳۱ اکتبر ۲۰۱۲ | تک‌آهنگ    | وارنر برادرز. رکوردز |
| جهان  | ۳۱ اکتبر ۲۰۱۲ | تک‌آهنگ    | وارنر برادرز. رکوردز |